# 1961年の出版
1961年の出版（1961ねんのしゅっぱん）では､1961年の出版に関する出来事についてまとめる。

## 出版関係の出来事
出版社の設立・倒産､文庫・新書の創刊､ミリオンセラーの出版などの記載。特記した場合を除き､創刊､休刊､廃刊､復刊の日付それぞれの創刊号､最終号､復刊号の発売日である。

### 2月
- 14日-勁文社設立。[1]

### 5月
- 21日 - 交友社の鉄道雑誌『鉄道ファン』を創刊。

### 8月
- 1日 - ゴルフダイジェスト社の月刊ゴルフ専門誌『ゴルフダイジェスト』を創刊。

### 9月
- 5日 - 文化出版社のファッション誌『ミセス』を創刊。

### 12月
- 総合雑誌『文化評論』（日本共産党、のち新日本出版社に発行移管）創刊。
- 特記した場合を除き創刊､休刊､廃刊､復刊の日付は､それぞれ創刊号､最終号､復刊号の発売日である。